# Championnat du Paraguay de football 1999
Navigation
Saison précédente Saison suivante
La saison 1999 du Championnat du Paraguay de football est la quatre-vingt-neuvième édition de la Primera División, le championnat de première division au Paraguay. Les onze meilleurs clubs du pays disputent la compétition, qui se déroule en trois phases :
- les équipes disputent deux tournois (Ouverture et Clôture), organisés en trois parties : poule unique où chaque équipe rencontre une fois chacun de ses adversaires et les huit premiers qualifiés, deux poules de quatre équipes dont les deux meilleurs disputent la phase finale (demi-finales et finale).
- les vainqueurs des tournois saisonniers se rencontrent lors de la finale nationale pour le titre

C'est le Club Olimpia, double tenant du titre, qui est à nouveau sacré champion cette saison après avoir battu Cerro Porteño en finale nationale. C'est le 37e titre de champion du Paraguay de l’histoire du club.

## Les clubs participants
| - Club Guaraní - Cerro Porteño - Club Atlético Colegiales - Club Olimpia - Club Sol de América | - Club Sportivo Luqueño - Resistencia Sport Club - Promu de División Intermedia - Club Cerro Corá - Club Sportivo San Lorenzo - 12 de Octubre FC - Club Presidente Hayes |

## Compétition
Le barème utilisé pour établir l’ensemble des classements est le suivant :
- Victoire : 3 points
- Match nul : 1 point
- Défaite : 0 point

### Tournoi Ouverture

#### Première phase
| Rang | Équipe                    | Pts | J  | G | N | P | Bp | Bc | Diff |
| ---- | ------------------------- | --- | -- | - | - | - | -- | -- | ---- |
| 1    | Club OlimpiaT             | 26  | 10 | 8 | 2 | 0 | 26 | 8  | +18  |
| 2    | Club Sportivo Luqueño     | 21  | 10 | 6 | 3 | 1 | 22 | 13 | +9   |
| 3    | Cerro Porteño             | 19  | 10 | 5 | 4 | 1 | 21 | 12 | +9   |
| 4    | Club Guaraní              | 16  | 10 | 4 | 4 | 2 | 16 | 12 | +4   |
| 5    | Club Sol de América       | 15  | 10 | 4 | 3 | 3 | 13 | 9  | +4   |
| 6    | Club Sportivo San Lorenzo | 13  | 10 | 3 | 4 | 3 | 15 | 14 | +1   |
| 7    | Club Atlético Colegiales  | 13  | 10 | 4 | 1 | 5 | 16 | 19 | -3   |
| 8    | 12 de Octubre FC          | 11  | 10 | 2 | 5 | 3 | 11 | 12 | -1   |
| 9    | Club Cerro Corá           | 9   | 10 | 2 | 3 | 5 | 17 | 23 | -6   |
| 10   | Club Presidente Hayes     | 4   | 10 | 0 | 4 | 6 | 10 | 22 | -12  |
| 11   | Resistencia Sport ClubP   | 1   | 10 | 0 | 1 | 9 | 6  | 29 | -23  |

|  | Qualification pour la deuxième phase                 |
|  | T : Tenant du titre P : Promu de División Intermedia |

#### Deuxième phase
En fonction de leur classement à l’issue de la première phase, les clubs démarrent la seconde phase avec un bonus.
| Rang | Équipe                        | Pts | J | G | N | P | Bp | Bc | Diff |
| ---- | ----------------------------- | --- | - | - | - | - | -- | -- | ---- |
| 1    | Club Olimpia+3                | 10  | 3 | 2 | 1 | 0 | 9  | 5  | +4   |
| 2    | 12 de Octubre FC              | 6   | 3 | 2 | 0 | 1 | 5  | 3  | +2   |
| 3    | Club Sol de América+1         | 4   | 3 | 1 | 0 | 2 | 4  | 7  | -3   |
| 4    | Club Sportivo San Lorenzo+0.5 | 1.5 | 3 | 0 | 1 | 2 | 3  | 6  | -3   |

| Rang | Équipe                    | Pts | J | G | N | P | Bp | Bc | Diff |
| ---- | ------------------------- | --- | - | - | - | - | -- | -- | ---- |
| 1    | Club Atlético Colegiales  | 9   | 3 | 3 | 0 | 0 | 9  | 1  | +8   |
| 2    | Cerro Porteño+2           | 8   | 3 | 2 | 0 | 1 | 4  | 5  | -1   |
| 3    | Club Guaraní+1.5          | 4.5 | 3 | 1 | 0 | 2 | 3  | 5  | -2   |
| 4    | Club Sportivo Luqueño+2.5 | 2.5 | 3 | 0 | 0 | 3 | 0  | 5  | -5   |

#### Phase finale
|  | Demi-finales             | Demi-finales |   |   | Finale                   | Finale | Finale |
|  |                          |              |   |   |                          |        |        |
|  | Club Atlético Colegiales | 1            |   |   |                          |        |        |
|  | 12 de Octubre FC         | 0            |   |   |                          |        |        |
|  |                          |              |   |   | Club Atlético Colegiales | 0      | 0      |
|  |                          | Club Olimpia | 1 | 1 |                          |        |        |
|  | Club Olimpia             | 1            |   |   |                          |        |        |
|  | Cerro Porteño            | 0            |   |   |                          |        |        |

### Tournoi Clôture

#### Première phase
| Rang | Équipe                    | Pts | J  | G | N | P | Bp | Bc | Diff |
| ---- | ------------------------- | --- | -- | - | - | - | -- | -- | ---- |
| 1    | Cerro Porteño             | 22  | 10 | 7 | 1 | 2 | 25 | 8  | +17  |
| 2    | Club Sportivo Luqueño     | 18  | 10 | 5 | 3 | 2 | 22 | 14 | +8   |
| 3    | Club OlimpiaT             | 17  | 10 | 4 | 5 | 1 | 13 | 9  | +4   |
| 4    | Club Sportivo San Lorenzo | 16  | 10 | 3 | 7 | 0 | 11 | 8  | +3   |
| 5    | 12 de Octubre FC          | 16  | 10 | 3 | 7 | 0 | 16 | 10 | +6   |
| 6    | Club Guaraní              | 12  | 10 | 2 | 6 | 2 | 13 | 15 | -2   |
| 7    | Club Presidente Hayes     | 12  | 10 | 2 | 6 | 2 | 6  | 8  | -2   |
| 8    | Club Atlético Colegiales  | 9   | 10 | 2 | 3 | 5 | 9  | 12 | -3   |
| 9    | Club Cerro Corá           | 9   | 10 | 2 | 3 | 5 | 10 | 16 | -6   |
| 10   | Club Sol de América       | 6   | 10 | 1 | 3 | 6 | 5  | 13 | -8   |
| 11   | Resistencia Sport ClubP   | 5   | 10 | 1 | 2 | 7 | 4  | 21 | -17  |

|  | Qualification pour la deuxième phase                 |
|  | T : Tenant du titre P : Promu de División Intermedia |

- Club Presidente Hayes ne joue pas la deuxième phase car il est relégué en deuxième division (avant-dernière place au classement cumulé).

#### Deuxième phase
En fonction de leur classement à l’issue de la première phase, les clubs démarrent la seconde phase avec un bonus.
| Rang | Équipe                        | Pts | J | G | N | P | Bp | Bc | Diff |
| ---- | ----------------------------- | --- | - | - | - | - | -- | -- | ---- |
| 1    | Cerro Porteño+3               | 10  | 3 | 2 | 1 | 0 | 6  | 2  | +4   |
| 2    | Club Cerro Corá               | 7   | 3 | 2 | 1 | 0 | 6  | 3  | +3   |
| 3    | Club Sportivo San Lorenzo+1.5 | 4.5 | 3 | 1 | 0 | 2 | 4  | 7  | -3   |
| 4    | Club Guaraní+0.5              | 0.5 | 3 | 0 | 0 | 3 | 2  | 6  | -4   |

| Rang | Équipe                    | Pts | J | G | N | P | Bp | Bc | Diff |
| ---- | ------------------------- | --- | - | - | - | - | -- | -- | ---- |
| 1    | Club Olimpia+2            | 8   | 3 | 2 | 0 | 1 | 5  | 3  | +2   |
| 2    | Club Sportivo Luqueño+2.5 | 6.5 | 3 | 1 | 1 | 1 | 5  | 4  | +1   |
| 3    | 12 de Octubre FC+1        | 5   | 3 | 1 | 1 | 1 | 2  | 2  | 0    |
| 4    | Club Atlético Colegiales  | 3   | 3 | 1 | 0 | 2 | 2  | 5  | -3   |

#### Phase finale
|  | Demi-finales          | Demi-finales  |   |   | Finale          | Finale | Finale |
|  |                       |               |   |   |                 |        |        |
|  | Club Olimpia          | 0             |   |   |                 |        |        |
|  | Club Cerro Corá       | 1             |   |   |                 |        |        |
|  |                       |               |   |   | Club Cerro Corá | 0      | 1      |
|  |                       | Cerro Porteño | 3 | 2 |                 |        |        |
|  | Cerro Porteño tab     | 1 (4)         |   |   |                 |        |        |
|  | Club Sportivo Luqueño | 1 (3)         |   |   |                 |        |        |

### Finale nationale
| Équipe 1     | Résultat | Équipe 2      | Aller | Retour |
| ------------ | -------- | ------------- | ----- | ------ |
| Club Olimpia | 4 - 2    | Cerro Porteño | 1 - 0 | 3 - 2  |

### Barrage pour la Copa Libertadores
Les deux clubs finalistes des tournois s'affrontent pour déterminer le troisième représentant paraguayen en Copa Libertadores.
| Équipe 1        | Résultat | Équipe 2                 |
| --------------- | -------- | ------------------------ |
| Club Cerro Corá | 1 - 2    | Club Atlético Colegiales |

### Classement cumulé
Le classement cumulé des premières phases des tournois détermine les deux clubs relégués en deuxième division.
| Rang | Équipe                    | Pts | J  | G  | N  | P  | Bp | Bc | Diff |
| ---- | ------------------------- | --- | -- | -- | -- | -- | -- | -- | ---- |
| 1    | Club OlimpiaT Ouv         | 43  | 20 | 12 | 7  | 1  | 39 | 17 | +22  |
| 2    | Cerro PorteñoClo          | 41  | 20 | 12 | 5  | 3  | 46 | 20 | +26  |
| 3    | Club Sportivo Luqueño     | 39  | 20 | 11 | 6  | 3  | 44 | 27 | +17  |
| 4    | Club Sportivo San Lorenzo | 29  | 20 | 6  | 11 | 3  | 26 | 22 | +4   |
| 5    | Club Guaraní              | 28  | 20 | 6  | 10 | 4  | 29 | 27 | +2   |
| 6    | 12 de Octubre FC          | 27  | 20 | 5  | 12 | 3  | 27 | 22 | +5   |
| 7    | Club Atlético Colegiales  | 22  | 20 | 6  | 4  | 10 | 25 | 31 | -6   |
| 8    | Club Sol de América       | 21  | 20 | 5  | 6  | 9  | 18 | 22 | -4   |
| 9    | Club Cerro Corá           | 18  | 20 | 4  | 6  | 10 | 27 | 39 | -12  |
| 10   | Club Presidente Hayes     | 16  | 20 | 2  | 10 | 8  | 16 | 30 | -14  |
| 11   | Resistencia Sport ClubP   | 6   | 20 | 1  | 3  | 16 | 10 | 50 | -40  |

|  | Qualification pour la Copa Libertadores 2000 et la Copa Mercosur 2000                                                        |
|  | Qualification pour la Copa Libertadores 2000                                                                                 |
|  | Relégation directe en División Intermedia                                                                                    |
|  | T : Tenant du titre Ouv : Vainqueur du tournoi Ouverture Clo : Vainqueur du tournoi Clôture P : Promu de División Intermedia |

## Bilan de la saison
| Championnat du Paraguay de football 1999 |                          |
| Champion                                 | Club Olimpia (37e titre) |
| Qualifications continentales             |                          |
| Copa Libertadores 2000                   | Club Olimpia             |
| Copa Libertadores 2000                   | Cerro Porteño            |
| Copa Libertadores 2000                   | Club Atlético Colegiales |
| Copa Mercosur 2000                       | Club Olimpia             |
| Copa Mercosur 2000                       | Cerro Porteño            |
| Promotions et relégations                |                          |
| Promus en Primera División               | Universal Encarnación    |
| Relégués en División Intermedia          | Club Presidente Hayes    |
| Relégués en División Intermedia          | Resistencia Sport Club   |